# 盧克·哈波爾

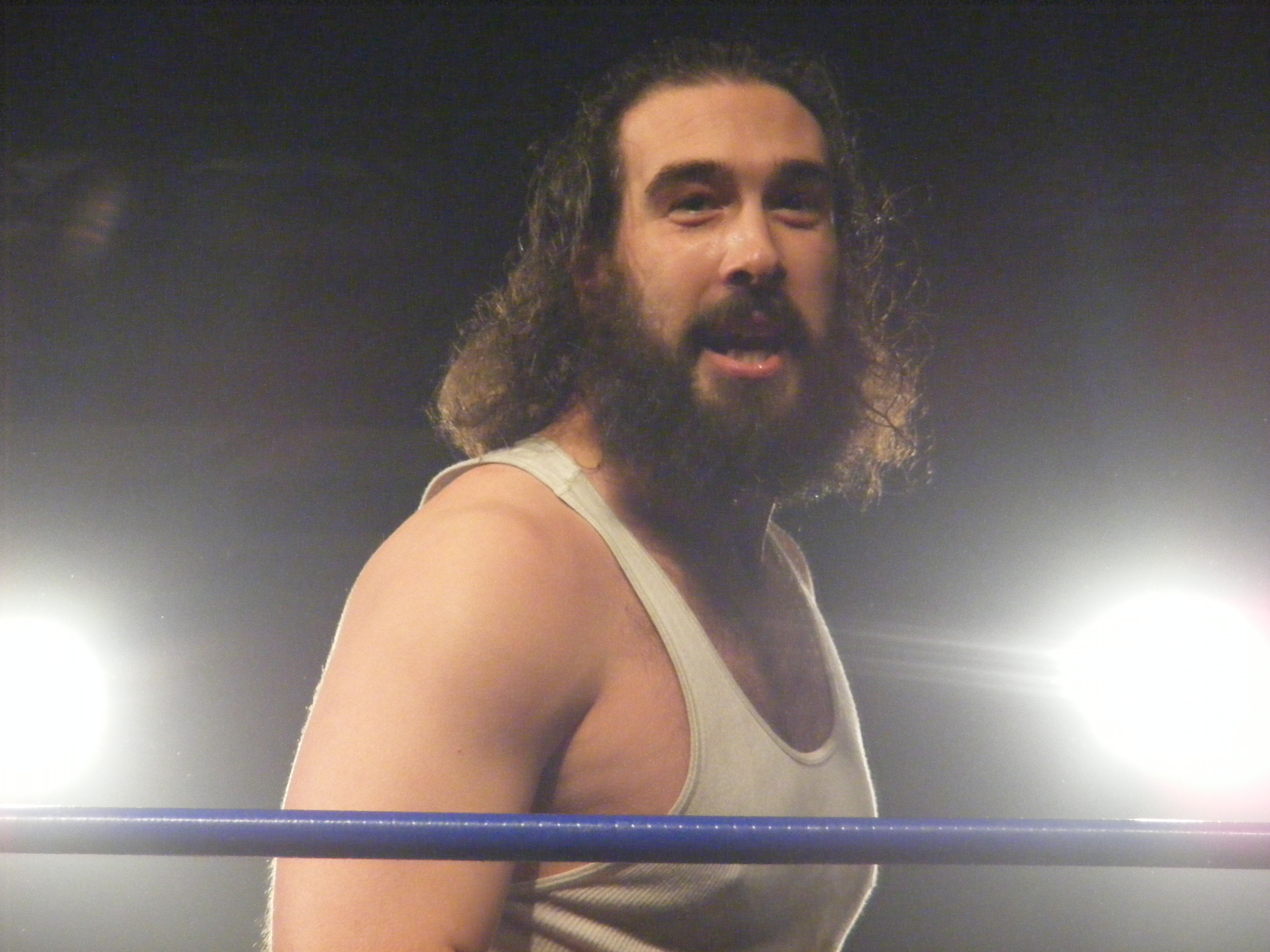
盧克·哈波爾

盧克·哈波爾（英語：Luke Harper，1979年12月26日—2020年12月26日），本名喬·休伯特（英語：Jon Huber），是美國職業摔角選手和演員。他以在世界摔角娛樂時期而聞名，他在2012年至2019年期間以盧克·哈波爾（後來簡稱哈波爾）為擂台名，在2020年於全精英摔角（AEW）中則是以布羅迪·李（Brodie Lee）為擂台名。
休伯特於2020年10月下旬因未公開的肺部疾病住院治療，兩個月後於12月26日去世，享年41歲。

## 冠軍頭銜及成就
在盧克·哈波爾的摔角事業中，哈波爾曾是1次NXT雙打冠軍、1次WWE SmackDown雙打冠軍（皆與埃爾伊克·洛望）和1次WWE洲際冠軍。2020年3月18日，過檔到全精英摔角，以布羅迪·李，「暗黑勢力」龍頭角色繼續生涯。8月22日贏得AEW TNT冠軍，10月7日衛冕失敗，季後因傷離開AEW。但在他離世後，他的8歲長子也被 AEW簽下象徵性合約，也加入「暗黑實力」團隊，當他成年後（美國為21歲），可選擇即時轉為專業合約。

## 外部連結
- 盧克·哈波爾在互联网电影资料库（IMDb）上的資料（英文）